# Jaciment de la Riera de Sentmenat
La Riera de Sentmenat és un jaciment arqueològic al terme municipal de Palau-Solità i Plegamans, (Vallès Occidental), inclòs a l'Inventari del Patrimoni Arqueològic i Paleontològic de Catalunya.
És considerat un jaciment propi de l'Epipaleolític, encara que la datació del jaciment és dubtosa, ja que no se n'ha fet cap estudi exhaustiu. El jaciment és a prop de Can Clapers, en un terreny erm trobat en la part alta de la Riera de Sentmenat, a 148 metres per sobre el nivell del mar. Aquesta va ser una troballa fortuïta dels nens del voltant i no s'hi ha realitzat cap intervenció. S'han trobat alguns fragments de sílex, alguns dels quals semblen retocats. Aquests materials són difícils de datar, ja que, en trobar-se en una riera, podrien haver estat arrossegats des d'altres punts. Com que es tracta d'una troballa fortuïta, la zona està pendent d'estudi.
Coordenades UTM: X: 429738.85 Y: 4604482.79. Altitud: 148 m